# 鄭瞀
鄭瞀（？—前626年），春秋时期楚国国君楚成王的夫人，《左传》中没有记载。
鄭瞀是郑国人，鄭国国君之女的陪嫁（媵），进入楚成王後宮。成王登台俯视後宮。宮人都扭头去看，只有鄭瞀径直向前走，没有回头，也没有改变脚步。成王说：“走着的人看我”，鄭瞀不回头。成王说：“你回头看我，就立你为夫人”，鄭瞀还是头也不回。成王道：“你看我，我给你一千金，给你父兄封地。”鄭瞀还是不回头。成王走下台，说：“夫人是重位。封爵是厚禄。一顧可得，为什么不回头呢？”鄭瞀说：“我听说婦人应该端正和顏。现在我在大王在台上观看的时候回头看，就是不合儀節。因为如此，我没有回头。如果我在听到夫人之尊、封爵之重后回头再看，我就是贪图名利，而忘记義理。那样如何事奉大王？”成王赞许，立鄭瞀为夫人。
大约一年后，成王拟立公子商臣（后来的楚穆王）为太子。成王与令尹鬬勃（子上）商议此事。子上说：“国君还年轻，被宠爱的公子众多，立太子后再罢黜，肯定会酿成祸亂。商臣蜂目豺聲，是残忍之人，不可立为太子。”成王退回後宮，询问夫人鄭瞀。鄭瞀说应该听令尹的。成王没有听从，立商臣为太子。成王四十五年（前627年）、太子商臣誣告子上救援蔡国时，接受晋国賄賂而避战。成王于是处决子上。鄭瞀对保傅感叹子上無罪遇害，白黑顛倒，上下錯謬，大王多寵子，都想夺位。太子貪忍，大王不明，庶嫡之爭，其禍必興。
成王四十六年（前626年）、成王想要废黜太子商臣，立商臣庶弟公子職为太子。鄭瞀试图劝谏成王，让他警惕太子作乱，结果却让成王更加疑心。鄭瞀自殺，希望提醒成王提防太子。太子商臣得知成王要废黜自己，于是作乱，包围王宮。成王想要吃了熊掌之后再死，但商臣不听，让他自缢而死。